# Astragalus nubicola
Astragalus nubicola är en ärtväxtart som beskrevs av Dieter Podlech. Astragalus nubicola ingår i släktet vedlar, och familjen ärtväxter. Inga underarter finns listade i Catalogue of Life.